# V.K. Elakkiadasan
V.K. Elakkiadasan (* 31. Januar 1995) ist ein indischer Leichtathlet, der sich auf den Sprint spezialisiert hat.

## Sportliche Laufbahn
Erste internationale Erfahrungen sammelte V.K. Elakkiadasan im Jahr 2017, als er bei den Asienmeisterschaften in Bhubaneswar mit der indischen 4-mal-100-Meter-Staffel disqualifiziert wurde. Im Jahr darauf gewann er bei den Hallenasienmeisterschaften in Teheran mit neuem Landesrekord von 6,67 s die Bronzemedaille im 60-Meter-Lauf hinter dem Iraner Hassan Taftian und Tosin Ogunode aus Katar. 2019 schied er bei der Sommer-Universiade in Neapel mit 21,65 s in der Vorrunde im 200-Meter-Lauf aus und verpasste im Staffelbewerb mit 40,73 s den Finaleinzug. 2023 schied er bei den Hallenasienmeisterschaften in Astana mit 6,77 s im Halbfinale über 60 Meter aus.
In den Jahren 2022 und 2023 wurde Elakkiadasan indischer Meister in der 4-mal-100-Meter-Staffel.

## Persönliche Bestzeiten
- 100 Meter: 10,29 s (+1,1 m/s), 30. September 2022 in Gujarat
  - 60 Meter (Halle): 6,67 s, 1. Februar 2018 in Teheran (indischer Rekord)
- 200 Meter: 21,19 s (−0,1 m/s), 19. März 2021 in Patiala